# Публий Манилий
Публий Манилий (на латински: Publius Manilius) e политик на Римската република през 2 век пр.н.е.
През 120 пр.н.е. е избран за консул заедно с Гай Папирий Карбон. Колегата му успява да защити Луций Опимий, убиеца на Гай Гракх, когато е съден за убийства на жители без съд.